# Martin Spångberg
Martin Spångberg, född 22 maj 1985 i Värnamo, är en svensk ishockeymålvakt som spelar för Värnamo GIK i Hockeytvåan. Värnamo är också hans moderklubb. 2002/2003 vann han J18 Allsvenskan och 2004/2005 vann han J20 Superelit, båda med Frölunda HC. Han var med i truppen när Borås HC gick upp till Hockeyallsvenskan 2006/2007. Säsongen 2009/10 spelade han med Växjö Lakers i Hockeyallsvenskan.